# Смит, Квагга
Альбертус Стефанус «Квагга» Смит (англ. Albertus Stephanus "Kwagga" Smith, родился 11 июня 1993 года в Лиденбурге) — южноафриканский регбист, выступающий на позиции фланкера и восьмого за клуб «Сидзуока Блю Ревз» в японской Топ-Лиге. Чемпион мира 2019 года в составе сборной ЮАР; бронзовый призёр летних Олимпийских игр 2016 года и дважды победитель Мировой серии по регби-7 в составе сборной ЮАР по регби-7.

## Клубная карьера

### Ранние годы
Учился в Высшей технической школе Мидделбурга, играя за школьную команду по регби. В 2010 и 2011 годах выступал на неделе Кравена за команду клуба «Пумас». После школы переехал в Йоханнесбург, где выступал за клуб «Голден Лайонз»: в 2012 году дебютировал в чемпионате провинций среди игроков не старше 19 лет и занёс четыре попытки в рамках этого розыгрыша. В 2013 году выступал за этот же клуб в чемпионате провинций среди игроков не старше 21 года, снова занеся 4 попытки; в том же турнире сыграл в 2014 году.

### Кубок Карри, Супер Регби и Топ-Лига
В 2014 году Квагга Смит был включён в заявку клуба «Голден Лайонз» на матч Премьер-дивизиона Кубка Карри против «Истерн Провинс Кингз» в Йоханнесбурге. 23 мая 2015 года он провёл первый матч за клуб «Лайонз» в Супер Регби против «Читаз» (победа «Лайонз» 40:17); 8 августа того же года в розыгрыше Кубка Карри в Премьер-дивизионе он оформил хет-трик по попыткам против «Истерн Провинс Кингз», принеся команде победу со счётом 51:14. Его команда в итоге выиграла Кубок, а Смит довёл число попыток до 9 в том сезоне.
Всего за время выступлений в Супер Регби он сыграл 49 матчей и набрал 105 очков; в Кубке Карри Смит сыграл 34 матча, набрав также 105 очков. В составе «Лайонз» он трижды выходил в финал Супер Регби с 2016 по 2018 годы, но проиграл все три финала. В июле 2018 года Смит перешёл в японский клуб «Ямаха Жубилу» (ныне известен как «Сидзуока Блю Ревз»).

## Карьера в сборных

### Молодёжная (U-20)
В 2013 году Смит попал в заявку сборной ЮАР не старше 20 лет на чемпионат мира во Франции. Он сыграл один матч группового этапа против США, в котором южноафриканцы победили «всухую» 97:0, пропустив игры против Англии (победа 31:24) и Франции (победа 26:19). В полуфинале против Уэльса Смит занёс две попытки, однако южноафриканцы проиграли 17:18. В матче за 3-е место против Новой Зеландии Смит занёс попытку и помог своей сборной победить со счётом 41:34 и завоевать бронзовые награды.

### Регби-7: бронзовый призёр Олимпиады в Рио
В конце 2013 года Квагга Смит дебютировал за сборную ЮАР по регби-7, выступив на домашнем этапе Мировой серии по регби-7: сборная ЮАР выиграла этап, победив новозеландцев в финале. Всего в сезоне Мировой серии 2013/2014 он сыграл на шести этапах, выступив затем в США, Гонконге, Японии, Шотландии и Лондоне. В 2014 году Смит сыграл также на Играх Содружества в Глазго: в финале регбийного турнира его сборная прервала серию из четырёх побед подряд новозеландцев, победив их со счётом 17:12.
В 2016 году Смит попал в окончательную заявку сборной ЮАР по регби-7 на Олимпиаду в Рио-де-Жанейро. Он сыграл все шесть матчей на турнире, дебютировав 9 августа против Испании. В тот же день в матче против Франции Смит занёс свою единственную попытку на турнире (победа 26:0); его сборная стала бронзовым призёром Олимпийских игр.
В сезонах 2016/2017 и 2017/2018 Смит со сборной ЮАР выиграл Мировую серию по регби-7. Всего в его активе было сыграно 158 матчей и набрано 310 очков на всех её этапах. В 2020 году Смит заявил о своём намерении вернуться в сборную по регби-7, чтобы побороться за место в заявке на Олимпиаду в Токио, а в случае попадания в финальный состав и приложить усилия для победы сборной на Олимпиаде.

### Регби-15: чемпион мира 2019 года
2 июня 2018 года Смит провёл дебютный матч за сборную ЮАР по регби-15, сыграв против Уэльса в Вашингтоне: южноафриканцы проиграли 20:22, уступая к перерыву 3:14. Через год Смит вернулся в сборную, готовясь к чемпионату мира в Японии, и попал в окончательную заявку «спрингбоков». Смит сыграл всего два матча, которые пришлись на групповой этап: он вышел на поле в играх против Намибии и Канады, сыграв на позиции правого фланкера. Несмотря на то, что он не набрал очков в этих матчах и не играл в плей-офф, южноафриканцы стали чемпионами мира.
24 июля 2021 года Смит вышел на позиции восьмого в стартовом составе сборной ЮАР на первый матч против «Британских и ирландских львов» в рамках турне последних: «спрингбоки» проиграли со счётом 22:17. 31 июля он сыграл на позиции восьмого во втором матче, в котором южноафриканцы уже взяли верх над «львами» со счётом 24:9.